# Tribunal suprême (Espagne)
Pour les articles homonymes, voir tribunal suprême.

Badge utilisé par le Tribunal suprême.

Le Tribunal suprême (en espagnol : Tribunal Supremo, TS) est  situé au sommet de l'organisation du pouvoir judiciaire de l'Espagne. Il siège à Madrid et est supérieur dans tous les domaines à toutes les autres juridictions sauf en ce qui concerne la Constitution, ce qui relève du Tribunal constitutionnel.

## Pouvoirs et compétences
Le Tribunal suprême est la cour de dernière instance dans tous les cas, et ses décisions peuvent ne pas être suivies d'application seulement si le Tribunal constitutionnel considère qu'il y a eu atteinte aux droits et libertés garantis par la Constitution. Dans tous les autres cas, on ne peut faire aucun appel ou recours contre une décision du Tribunal suprême.
Cependant, sur le plan pénal, le roi d'Espagne peut faire en sorte que les jugements rendus par le Tribunal suprême ne soient pas appliqués, en application du droit de grâce que la Constitution lui reconnaît sur proposition du Conseil des ministres.
Il a connaissance et décide des procès en responsabilité civile et pénale contre le président du gouvernement et ses ministres, les sénateurs et les députés des Cortes Generales, les présidents et les magistrats du Tribunal suprême lui-même et du Tribunal constitutionnel, et d'une manière générale les hauts fonctionnaires de l'État et des communautés autonomes.
De même, il a connaissance et décide des procès en illégalisation de partis politiques, sur demande du Sénat ou du Congrès des députés, des recours ordinaires et extraordinaires prévus par la loi contre les décisions de tribunaux de rang inférieur, et des autres procès que la Constitution ou la loi jugent de sa compétence.

## Le Tribunal suprême dans la Constitution de 1978

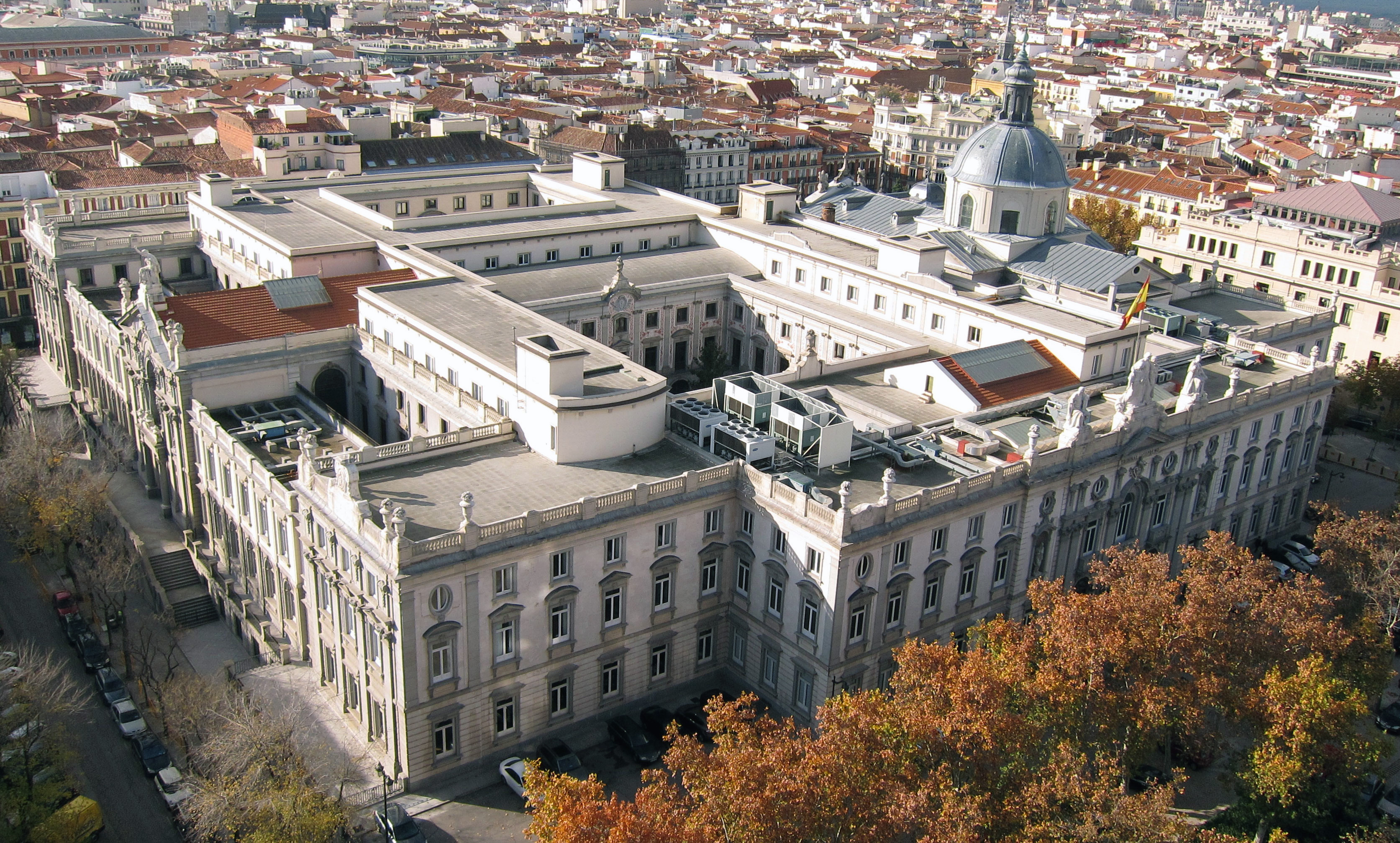
Tribunal suprême d'Espagne

L'article 123 est ainsi rédigé :
1. Le Tribunal suprême, dont la juridiction s’étend à toute l’Espagne, est l’organe judiciaire supérieur dans tous les domaines, sauf en ce qui concerne les dispositions sur les garanties constitutionnelles.
2. Le président du Tribunal suprême sera nommé par le Roi, sur la proposition du Conseil général du pouvoir judiciaire, sous la forme que la loi déterminera.